# Хейзълхърст (Мисисипи)
Вижте пояснителната страница за други значения на Хейзълхърст.
Хейзълхърст (на английски: Hazlehurst) е град в Мисисипи, Съединени американски щати, административен център на окръг Копая. Намира се на 50 km южно от Джаксън. Населението му е 3852 души (по приблизителна оценка от 2017 г.).
В Хейзълхърст е роден музикантът Робърт Джонсън (1911 – 1938).